# Мафусаил (дерево)
Мафусаи́л (англ. Methuselah) — экземпляр сосны остистой межгорной (Pinus longaeva), один из древнейших ныне живущих неколониальных организмов на Земле, известных науке. Приблизительная оценка времени прорастания семени, из которого выросло дерево, — 2831 год до нашей эры (таким образом, по состоянию на 2025 год примерный возраст дерева составляет 4854 года).
Произрастает в Национальном лесу Инио, на востоке штата Калифорния (США). Местность, где произрастает дерево, находится на высоте свыше трёх тысяч метров над уровнем моря, в районе горного хребта Уайт-Маунтинс. Точное месторасположение дерева не разглашается с целью предотвращения вандализма.

## История открытия
Сосна Мафусаил была обнаружена в 1953 году ботаником Эдмундом Шульманом (англ. Edmund Schulman). В 1958 году об этом была опубликована статья в журнале National Geographic.

## Другие старые деревья

### Индивидуальные деревья
- Долгое время Мафусаил считался самым старым известным живым неклональным деревом, пока в 2012 году не открыли другую сосну того же вида, возраст которой оценивается в 5069 лет (начало роста ок. 3050 до н. э.)[3].
- Прометей (WPN-114) — одно из старейших деревьев в мире, росшее на территории вблизи границы леса горы Уилер-Пик (Невада, США), примерный возраст дерева по Д. Грейбиллу 4862 года, а возможно, что Прометею больше 5000 лет[4].

### Колониальные деревья
- В шведской провинции Даларна была обнаружена ель возрастом около 9550 лет, которой дали имя Старый Тикко, однако ныне живущая ель имеет возраст лишь в несколько столетий и является вегетативным потомком, растущим над умершей елью, возраст древа основателя колонии елей был определён как более чем девятитысячелетний. Это дерево было обнаружено благодаря Лейфу Куллману и его коллегам из университета Умео[5].
- Пандо считается единым живым организмом на основании идентичных генетических маркеров и общей корневой системы. Колония Пандо охватывает площадь равную 43 гектарам, возраст зарождения оценивается в 80 тысяч лет.